# Diamesa macronyx
Diamesa macronyx är en tvåvingeart som först beskrevs av Jean-Jacques Kieffer 1918.  Diamesa macronyx ingår i släktet Diamesa och familjen fjädermyggor. Inga underarter finns listade i Catalogue of Life.